# マアジ属
マアジ属（マアジぞく、学名：Trachurus）はスズキ目アジ科の属のひとつ。
ムロアジ属の魚によく似ているが、ムロアジ属の魚では背鰭および臀鰭の後方に小離鰭があるのに対し、マアジ属にはないことで識別される。ただし、一部の種では最終軟条が伸長し鰭本体から離れるものがいる。そのような種では低い鰭膜によって直前の軟条と繋がることで見分けられる。分布域は世界中の温暖な海域におよび、いずれの地域においても食用として重要なものである。
日本にはマアジのみが分布するが、現在は海外産の近縁種も輸入され食用となっている。

## マアジ属に含まれる種
並び順は学名のアルファベット順。種の和名があるものは種和名も記した。2023年現在、14種が含まれる。
- ケープホースマッカレル Cape horse mackerel Trachurus capensis Castelnau, 1861
- ミナミマアジ Greenback horse mackerel Trachurus declivis (Jenyns, 1841)-日本には産しない
- アフリカンスカッド African scad Trachurus delagoa Nekrasov, 1970
- アラビアンスカッド Arabian scad Trachurus indicus Nekrasov, 1966
- マアジ Japanese jack mackerel Trachurus japonicus (Temminck & Schlegel, 1844)ー日本に産する唯一の種
- タイセイヨウマアジ Rough scad Trachurus lathami Nichols, 1920
- ムロガタマアジ Crozet scad Trachurus longimanus (Norman, 1935)ーインド洋南西部の個体をもとに和名がつけられた。日本にはいない[1]
- メディタラニヤンホースマッカレル Mediterranean horse mackerel Trachurus mediterraneus (Steindachner, 1868)
- チリマアジ Chilean jack mackerel Trachurus murphyi Nichols, 1920ーパタゴニア海域の個体をもとに和名がつけられた。日本にはいない[3]
- ニュージーランドマアジ Yellowtail horse mackerel Trachurus novaezelandiae Richardson, 1843-日本には産しない
- ブルージャックマッカレル Blue jack mackerel Trachurus picturatus (Bowdich, 1825)
- パシフィックジャックマッカレル Pacific jack mackerel Trachurus symmetricus (Ayres, 1855)
- ニシマアジ Atlantic horse mackerel Trachurus trachurus (Linnaeus, 1758)ー日本には産しない(外部リンク参照)
- クネネホースマッカレル Cunene horse mackerel Trachurus trecae Cadenat, 1950